# Maximilian Njegovan
Maximilian Njegovan (Zagabria, 31 ottobre 1858 – Zagabria, 1º luglio 1930) è stato un ammiraglio austro-ungarico.

## Biografia

### I primi anni
Njegovan nacque nel 1858 a Agram (attuale Zagabria). Dopo il diploma all'Accademia Navale di Fiume, egli entrò nella flotta di stanza a Pola nel 1877 come Seekadett. Nel 1893, dopo aver frequentato un breve corso d'istruzione per torpedinieri sulla Alpha, ricevette il proprio primo comando sulla nave Condor.
Dal 1898 al 1905 fu istruttore all'Accademia Navale di Fiume. Njegovan ottenne quindi il comando della nave da guerra Budapest sino al 1907. Dal 1907 al 1909 prestò servizio come Comandante di Marina sotto la direzione di Rodolfo Montecuccoli, e come capo delle operazioni della sezione navale del ministero della guerra di cui Montecuccoli era a capo.
Promosso contrammiraglio nel 1911 e viceammiraglio nel 1913, allo scoppio della prima guerra mondiale nel 1914 venne nominato comandante della 1ª divisione del 1º squadrone da battaglia, piazzandosi sulla Tegetthoff. Njegovan venne decorato con la croce di cavaliere dell'Ordine di Leopoldo per la sua brillante condotta nella direzione del bombardamento di Ancona quando l'Austria dichiarò guerra all'Italia il 23/24 maggio 1915.

### Comandante di flotta
Nel febbraio del 1917 egli succedette al Grand'Ammiraglio Anton Haus come Comandante di Flotta. Promosso al rango di Ammiraglio, venne nominato capo della sezione della marina del ministero della guerra austriaco nell'aprile del 1917, succedendo a Karl Kailer von Kaltenfels. Dopo la Battaglia di Otranto del 14/15 maggio 1917 ricevette la I classe dell'Ordine della Corona Ferrea.
Njegovan continuò la strategia di Haus preservando la gran parte della flotta austriaca non direttamente coinvolta nel conflitto data la sua posizione pur non riuscendo a risolvere problematiche di peso come il problema del carburante o dei rifornimenti oltre alla naturale divisione etnica sulle opinioni della guerra di molti dei marinai, in parte austriaci e in parte italiani. Nel 1917, inoltre, si oppose categoricamente all'idea progettata dal Kaiser Guglielmo II di Germania ed avallata dall'Imperatore Carlo I d'Austria di invadere l'Italia passando per Venezia, via mare, utilizzando l'intera flotta austriaca per questo scopo. Egli giudicò infatti tale azione improponibile e soprattutto inutile a livello strategico.
L'ammutinamento di matrice comunista scoppiato a Cattaro nel febbraio del 1918, sottolineò ulteriormente la necessità di avere un comandante di flotta maggiormente energico. Sollevato dal proprio incarico, Njegovan venne perciò succeduto nella sua posizione da Miklós Horthy.
Ritiratosi il 1º marzo 1918, Njegovan trascorse il resto del periodo bellico a Pola. Pensionato e promosso Grand'Ammiraglio venne decorato con la gran croce dell'Ordine di Leopoldo in riconoscimento del servizio prestato a favore dell'Impero Austro-Ungarico.

### Gli ultimi anni
Dopo la guerra, Njegovan visse per un certo periodo a Venezia. La sua madrepatria Croazia divenne parte della nuova nazione di Iugoslavia, ed egli nel 1930 morì a Zagabria, all'età di 71 anni, venendo sepolto nel cimitero di Mirogoj.